# NGC 6596
NGC 6596 (również OCL 41) – gromada otwarta znajdująca się w gwiazdozbiorze Strzelca. Odkrył ją William Herschel 27 czerwca 1786 roku. Jest położona w odległości ok. 3,6 tys. lat świetlnych od Słońca.